# Psychedelická zkušenost
Psychedelická zkušenost neboli trip je zážitek vyvolaný psychedeliky.

## Úrovně psychedelických prožitků
Kniha Timothy Learyho The Psychedelic Experience: A Manual Based on the Tibetan Book of the Dead popisuje 5 různých úrovní psychedelických prožitků:

### Úroveň 1
Tato úroveň je charakterizována mírným pocitem intoxikace, s vizuálními změnami (jako jasnější barvy); při poslechu hudby se vlivem pravolevé komunikace mozkových hemisfér zdá být zvuk „rozšířený“. Tato úroveň může být vyvolána běžnou dávkou marihuany nebo velmi nízkou dávkou LSD.

### Úroveň 2
Jasnější barvy, vizuální efekty (věci vypadají že dýchají, pohybují se);při zavřených očích se tvoří různé dvojrozměrné vzory. Zmatené, cyklické nebo reminiscenční myšlenky. Vytváří se vizuální nebo zvukový tunel. Změny v krátkodobé paměti vyúsťují v rychlé střídání myšlenek. Přestože se stává těžší přemýšlet pouze nad jedním tématem, občas lidi sami sebe najdou v hluboké introspekci při přemýšlení nad jedním specifickým problémem. Tento stav může způsobit vysoká dávka THC nebo nízká dávka LSD.

### Úroveň 3
Velmi výrazné vizuální efekty, všechno se kroutí a vlní. Na zdech a obličejích se formují vzory, kaleidoskopy a fraktály. Halucinace při zavřených očích dostávají třetí rozměr. Nastává synestesie (uživatel „vidí“ zvuky, „slyší“ barvy). Orientace v čase se stává velmi těžkou. Normální dávka psilocybinu nebo LSD může vyvolat tento účinek.

### Úroveň 4
Silné vizuální efekty jako transformování objektů do jiných. Rozpouštění a štěpení ega (věci začínají mluvit, zažívání protichůdných pocitů najednou). Ztráta uvědomovaní sebe sama může způsobit změnu vnímání reality, často doprovázené pocitem nepopsatelného prozření. Čas se stává velmi zkreslený a uživatelé mohou vnímat aktivity trvající pouze minuty jako několikahodinové ve své vlastní realitě. Objevují se mimotělní a ESP zkušenosti. Vysoká dávka psilocybinu může tento efekt vyvolat, stejně tak jako normální a vysoká dávka LSD.

### Úroveň 5
Naprostá ztráta vizuálního spojení s realitou. Smysly přestávají fungovat normálním způsobem. Naprostá ztráta ega. Pocity splývání s prostorem, jinými objekty nebo vesmírem. Pocity dosažení konce a začátku vesmíru a času. Odpojení od reality je tak extrémní, že postrádá vysvětlení. Snové stavy, lidé vidí sami sebe na úplně jiných místech než byli původně. Předchozí úrovně jsou relativně lehce popsatelné v mezích měřitelných změn ve vnímání a vzorcích chování. Mnoho je neznámého o tom co vlastně osoba zažívá během tripu, protože většina lidí navrátivších se popisují zkušenost jako „nepopsatelnou“ nebo „nesdělitelnou“. Tento účinek může být vyvolán vysokou dávkou LSD, extrémně vysokými dávkami psilocybinu nebo s extrémně vysokými dávkami nejsilnějších extraktů šalvěje divotvorné. Dále je známo, že DMT je schopné vyvolat u člověka pátou úroveň při standardní dávce pro kouření, což toto psychedelikum řadí mezi nejsilnější drogy svého druhu známé člověku.